# Klein (Montana)
Klein – jednostka osadnicza w Stanach Zjednoczonych, w stanie Montana, w hrabstwie Musselshell.